# Max Puchat
Max Puchat (* 8. Januar 1859 in Breslau; † 8. August 1919 an der Birkkarspitze) war ein deutscher Komponist, Dirigent und Musikpädagoge.

## Leben
Max Puchat studierte zunächst Philologie, bevor er 1880 an der Königlichen Musikschule in Berlin Kompositionsschüler Friedrich Kiels wurde. 1884 erhielt er für eine Sinfonie den Mendelssohn-Preis. 1885 studierte er kurzzeitig bei Franz Liszt.
1886 wurde er als städtischer Musikdirektor nach Hamm berufen. 1895 unterrichtete er Theorie und Klavier am Stern’schen Konservatorium in Berlin, wechselte aber im gleichen Jahr als Klavierlehrer ans Klindworth-Scharwenka-Konservatorium. Ab 1896 leitete er den Oratorienverein in Paderborn. 1903 ging Puchat in die USA, um als Direktor des Musikvereins in Milwaukee zu wirken. 1905 kehrte er nach Deutschland zurück und ließ sich in München nieder. 1906–1907 war er Chorleiter der Wiener Singakademie. 1910 übernahm er die Leitung des Schlesischen Konservatoriums in Breslau, dem er bis zu seinem Tode vorstand.
Puchat trug seit 1903 den Titel eines Königlichen Musikdirektors, 1917 wurde ihm der Titel eines Professors verliehen.
Max Puchat kam 1919 beim Bergsteigen im Karwendel zu Tode, als er beim Übergang von der Birkkarspitze zur Kaltwasserkarspitze ausglitt und 300 Meter in die Tiefe stürzte.
Seine Witwe Marie Puchat übernahm nach seinem Tod die Leitung des Schlesischen Konservatoriums und übergab das Amt 1924 an Hermann Buchal.

## Kompositionsstil
Max Puchat komponierte Orchesterwerke, Kammermusik, Klaviermusik und Lieder. „In seinem Schaffen zeigt sich Puchat als ein unabhängiger Künstler, der sich keiner bestimmten Stilrichtung verschrieb. Der musikalische 'Parteienstreit' zwischen 'Neudeutschen' und 'Akademikern', der sich noch während seiner Jugendzeit in einer Hochphase befand, scheint für ihn keine Bedeutung besessen zu haben. Als Schüler Kiels und Liszts war er mit modernen und traditionellen Ideen gleichermaßen vertraut, und in seinem Werkverzeichnis stehen programmmusikalische Kompositionen neben 'absoluter Musik'.“

## Werke

### Orchestermusik
- Euphorion, Sinfonische Dichtung op. 14
- Ouvertüre über ein nordisches Thema op. 22
- Leben und Ideal, Sinfonische Dichtung op. 24
- Sinfonie
- Fuga solemnis, Tondichtung für Orchester und Orgel
- Tragödie eines Künstlers, Sinfonische Dichtung
- Klavierkonzert Es-Dur

### Kammermusik
- 3 Phantasiestücke für Violoncello und Klavier op. 4

- Streichquartett F-Dur op. 25
- Sonate für Violine und Klavier D-Dur

### Klaviermusik
- 3 Klavierstücke op. 1

- Sonate b-Moll op. 3
- 4 Stücke in Tanzform für Klavier zu vier Händen op. 5
- Rhapsodie op. 11
- 2 Klavierstücke op. 12
- Am Gardasee. Serenata italiana op. 13
- Walzer op. 18

### Lieder mit Klavierbegleitung
- 4 Lieder op. 8
- Ganz oder gar nicht op. 9
- Du wunderschöne Schlanke op. 10

- Aus den Bergen, 2 Duette für Sopran und Alt op. 19